# Robert Meeraus
Robert Meeraus (* 14. Oktober 1899 in Triest; † 9. Dezember 1944 in einem Kriegsgefangenenlager in Trolov bei Stalingrad) war ein österreichischer Kunsthistoriker.

## Leben
Robert Meeraus studierte nach der Matura in Graz Kunstgeschichte und Klassische Archäologie an der Universität Graz, wo er 1925 bei Hermann Egger promoviert wurde. Von 1925 bis 1929 war er zunächst als unbezahlter Bibliothekar des Kunsthistorischen Instituts der Universität Graz tätig. Er war maßgeblich mitverantwortlich für die Stadtbild-Ausstellung anlässlich der 800-Jahr-Feier der Stadt Graz im Oktober 1929, nach der es zur Gründung des Stadtmuseums Graz kam. Meeraus wurde 1929 erster Leiter dieses Museum und darüber hinaus Archivar und Bibliothekar der Stadt (bis 1937). Nachdem das Museum in großen Teilen nur im Depot bestanden hatte, konnte er 1938 die Aufstellung eines großen Teils der Bestände im Palais Attems durchführen, die am 1. August 1939 eröffnet wurde. Im November 1940 wurde Robert Meeraus zum Kriegsdienst einberufen. Seine Nachfolge in der Leitung des Museums nahm 1941 Fritz Klabinus ein.

## Veröffentlichungen (Auswahl)
- Die ehemalige Stiftskirche von Pöllau und ihr Maler Matthias von Görz. Dissertation, Graz 1925.
- Franz Ignaz Flurer. Ein Beitrag zur Geschichte der Barockmalerei in Steiermark. In: Repertorium für Kunstwissenschaft 46, 1925, S, S. 119–125.
- Die Werkstatt Johann Baptist Fischers. Ein Beitrag zur steirischen Barockforschung. In: Blätter für Heimatkunde. Band 5, Graz 1927, S. 18–20 (PDF-Datei auf historischerverein-stmk.at).
- Das Chorherrenstift Vorau (= Österreichische Kunstbücher 58). Filser, Wien u. a. 1928.
- Johann Cyriack Hackhofer (= Beiträge zur Kunstgeschichte Steiermarks und Kärntens 4). Leykam, Gaz 1931.
- Der Baumeister von Schloß Eggenberg bei Graz. In: Hermann Egger. Festschrift zum 60. Geburtstag am 7. Dezember 1933. Leykam, Graz 1933, S. 69–74.
- Die Bildnerei und Malerei in Steiermark von etwa 1690 bis um 1780. In: Karl Ginhart (Hrsg.): Die bildende Kunst in Österreich. Band 5, 1939, S. 138–152.